# Oldfield
De Oldfield is een efemere rivier in de regio Goldfields-Esperance in West-Australië.
Op 1 juni 1866 werd de rivier door William Simon Dempster (1844-1892) in een brief als de Oldfield vermeld. De rivier werd vermoedelijk naar Augustus Frederick Oldfield (1821-1887) vernoemd. Oldfield verzamelde plantenspecimen in West-Australië. Albert Young Hassell (1841-1918) uit Jerramungup zou de rivier naar hem hebben vernoemd toen hij tijdens een verkenningstocht in 1861 de rivier overstak.
De rivier ontstaat ten noordoosten van Ravensthorpe en stroomt ongeveer 100 kilometer kilometer zuidzuidoostwaarts, alvorens in haar estuarium uit te monden. Het estuarium wordt door een zandbank van de Indische Oceaan gescheiden. De zandbank breekt een tot twee keer per decennium waarop het water de oceaan in stroomt.
De Oldfield wordt door onder meer de 'Coujinup Creek' gevoed. De rivier de Munglinup mondt ook in haar estuarium uit.
De rivier is efemeer. Enkele permanente waterpoelen worden door waterbronnen gevoed. De oeverbegroeiing is op vele plaatsen verdwenen en de waterpoelen hebben last van verzanding en eutrofiëring door ontbossing. Het rivierwater is van nature zout.